# Щецинский залив
Щеци́нский зали́в (пол. Zalew Szczeciński, нем. Stettiner Haff) — лагуна в эстуарии реки Одра, по которой проходит граница между Польшей и Германией. Историческое название Frisches Haff в настоящее время применяется по отношению не к этой лагуне, а к Калининградскому заливу.
От Поморской бухты Балтийского моря лагуна отделена островами Узедом и Волин. В 1880 году через остров Узедом был прорыт канал Кайзерфарт, отделивший от Узедома новый остров Карсибур.
Лагуна делится на две части: западную — Малую лагуну (нем. Kleines Haff), и восточную — Большую лагуну (пол. Wielki Zalew, нем. Großes Haff).
На юге в лагуну впадает несколько рукавов Одры, а также небольшие речки Цизе, Пене, Царов, Иккер и Ина. С Померанской бухтой лагуна соединяется проливами Пенештром, Свина и Дзивна.
Площадь лагуны составляет 687 км², средняя глубина — 3,8 м, максимальная глубина — 8,5 м (в судоходных каналах глубина достигает 10,5 м).
На побережье лагуны находятся города:
- польские — Свиноуйсьце, Полице, Волин, Нове-Варпно
- немецкие — Иккермюнде, Узедом